# Antoine Devanne
Antoine Devanne (né le 16 septembre 2000) est un coureur cycliste français actif dans les années 2010 et 2020.

## Biographie
Antoine Devanne commence le cyclisme le cyclisme en deuxième année benjamins (11-12 ans), inspiré par le cousin de son père Sébastien Duret, lui-même cycliste professionnel,. Il fait ses classes au Cyclisme Région Pouzauges, devenant notamment champion de Pays de la Loire cadets en 2016 puis champion de Vendée juniors en 2017.
En 2018, il se distingue chez les juniors (moins de 19 ans) en remportant deux courses par étapes : la Route d'Éole et le Trophée Sébaco. La même année, il devient vice-champion de France du contre-la-montre et termine sixième du Tour du Valromey. Il est également sélectionné en équipe de France pour les championnats du monde d'Innsbruck, où il se classe 36e du contre-la-montre.
Repéré par ses bonnes performances, il rejoint le club Vendée U en 2019, centre de formation de l'équipe Direct Énergie. Ses débuts espoirs sont cependant gâchés par une mononucléose. L'exercice 2020 se révèle également infructueux en raison d'un calendrier de courses miné par la pandémie de Covid-19. Toutefois, il parvient à terminer ses études en validant un BTS Négociation de Digitalisation de la relation client.
En 2021, il remporte notamment le Chrono des Nations espoirs et termine troisième du championnat de France sur route espoirs. L'année suivante, il s'impose à quatre reprises au niveau individuel. Il montre de nouveau ses qualités de rouleur en devenant champion de France du contre-la-montre, dans la catégorie amateurs. 
N'ayant pas obtenu de contrat professionnel, il décide de mettre un terme à sa carrière à l'issue de la saison 2023.

## Palmarès et résultats

### Par année
- 2018
  - Classement général de la Route d'Éole
  - 1re étape du Trophée Gustave Beignon
  - Classement général du Trophée Sébaco
  - 2e du championnat de France du contre-la-montre juniors
  - 2e du Chrono de Touraine-Tauxigny
- 2020
  - Grand Prix Gustave Beignon (contre-la-montre par équipes)
- 2021
  - 2e étape du Tour du Pays de Lesneven (contre-la-montre par équipes)
  - Grand Prix Super U
  - Chrono des Nations espoirs
  - 2e du Tour du Pays de Lesneven
  - 2e de la Ronde du Porhoët
  - 3e du championnat de France sur route espoirs
- 2022
  -  Champion de France du contre-la-montre amateurs
  - Circuit de l'Essor
  - Grand Prix du Pays d'Aix
  - Chrono 47 (contre-la-montre par équipes)
  - Tour du Jura Suisse
  - 2e du Circuit de la Vallée de la Loire
  - 2e de la Boucle de l'Artois
  - 3e du Manche-Atlantique
  - 3e du Tour du Loiret
  - 3e du championnat des Pays de la Loire sur route
- 2023
  - 3e et 6e épreuves du Circuit des plages vendéennes
  - Circuit de la Vallée de la Loire
  - Tour du Pays de Lesneven :
    - Classement général
    - 1re étape

  - Grand Prix de Saint-Michel-de-Chavaignes
  - 3e étape du Saint-Brieuc Agglo Tour
  - Tour de Rhuys
  - Classique Puisaye-Forterre
  - 2e de Manche-Atlantique
  - 2e des Boucles dingéennes
  - 2e du 	Prix de La Chaize-le-Vicomte
  - 3e du Circuit des plages vendéennes
  - 3e du Critérium Romain-Guyot

### Classements mondiaux
| Année                                 | 2021 | 2022  |
| ------------------------------------- | ---- | ----- |
| Classement mondial                    | 897e | 2511e |
| UCI Europe Tour                       | 686e | 1535e |
|                                       |      |       |
| Légende : nc = non classéSource : UCI |      |       |